# タンパックス
タンパックス（Tampax）はイタリアのパンク・ロック・バンド。1970年代後半から1980年代にかけて活動していたバンドで、Hitler SS とのスプリット盤が知られているほか、いくつかの7インチEPやLPがリリースされている。また、わずかな活動の後すぐ解散していったバンドを集めたコンピレーション、Killed By Death の#6、および#7 に Ufo Dictator、#201 に Tampax (in the Cunt) が収録されている。
特に、チープなUFOの効果音から始まる Ufo Dictator は有名で、めちゃくちゃな演奏（徐々に崩れていく）とハイテンションなボーカルにのせて4分以上も曲が続く。

## ディスコグラフィー
- Split EP with Hitler SS (1979)
- Police In The Car/Give Me In Your Eye 7" (1984)
- O'dio 7" (1986)
- Sorry Not Tonight LP (1988)
- Let It Shit LP (1994)
- Bastard-Day/Police In The Cars 7" (2005) - 1978年録音

を参考に作成。